# Wildfire Willie and the Ramblers
Wildfire Willie and the Ramblers var ett skandinavisk rockabillyband (från Finland och Sverige), som sedan slutet av 80-talet tillhört de tongivande i Europa inom denna subkultur fram tills bandet upphörde 2021

## Medlemmar
Bandet startades 1985 i Eskilstuna, Sverige av bröderna Jyrki Juvonen (1965-2021) (elgitarr) och Markku Juvonen (trummor) tillsammans med Mika Savinainen (ståbas) och Petri Mellin (sång elgitarr). Mika sjöng också i början innan Janne Svensson, (som då hade sin egen band Jan Swampson and His Thermosar) började i bandet 1986 och flyttade 1988 till Eskilstuna från Gävle och började som sångare i bandet. 1990 ersatte Anders Backberg, Mika på bas. Backberg slutade i början på 2000-talet, så numera är det Kalle Viktor från Urshult som alternerar på ståbasen.

## Verksamhet
2008 fick bandet Eskilstuna Kommuns musikpris. Ur motiveringen:
Wildfire Willie and the Ramblers, med ursprungliga medlemmarna Jyrki och Markku i spetsen, har med sitt outsinliga engagemang för rockabillyn kämpat i mer än trettio år i skymundan av den stora massan. Ett genuint rebellskap med stor övertygelse och en hundraprocentig utstrålning har gjort det möjligt att överleva på musiken.
Bandet har spelat i stora delar av världen, gjort egna skivor, medverkat på samlingsskivor, varit kompband till många olika artister och medverkat på skivinspelningar med flera av dem. Det har lett fram till att Wildfire Willie and the Ramblers idag är välkända stjärnor i rockabillykretsar över hela världen.
Jan Svensson har god kontakt med de flesta av de få originalrockabillymusiker från 50-talet som fortfarande lever i USA, . När någon av dem kom på turné till Sverige brukade Wildfire Willie and The Ramblers stå för kompet. 
Sedan Jyrki Juvonen avled 2021 ligger bandet på is. 

## Diskografi
- Scandinavian Rockabillies (samlingsalbum) Wildcat records LP 5003, 1987 - Wildfire Willie medverkade med två låtar.
- How's that Grab Ya - Wildcat records LP 5010, 1989 (Första fullängdsalbumet)
- Rarin' to go - Sunjay LP, 1993
- Getting My Kicks - Lenox records, Lenox 105 10" LP
- Blues, Boogie and Rhythm - Goofin Records GOOFY 557, 1995 (EP)
- Lovestruck - Tail Records TEP-2011, (EP)
- Too Much Lovin - Vintjärn Records VIN802, 2008 (Singel)